# Andy Lee (cantante)
Lee Sun-ho (hangul: 이선호; Seúl, 21 de enero de 1981), más conocido por su nombre artístico Andy Lee (hangul: 앤디), es un cantante, rapero, actor y productor discográfico surcoreano, conocido por ser el miembro más joven del grupo masculino surcoreano Shinhwa. Además de sus actividades con Shinhwa, Andy ha desarrollado una carrera en solitario y es cofundador de TOP Media, una compañía discográfica y agencia de entretenimiento que ha gestionado grupos como Teen Top, 100% y UP10TION.

## Biografía
Lee Sun-ho nació el 21 de enero de 1981 en Seúl, Corea del Sur. Pasó parte de su infancia en el Valle de San Fernando, Los Ángeles, California, donde asistió a la John F. Kennedy High School. Posteriormente, regresó a Corea del Sur para completar sus estudios en la Korea Kent Foreign School.

## Carrera

### 1998-2005: Debut con Shinhwa y comienzos
Tras no poder entrar en el grupo masculino surcoreano H.O.T. debido a preocupaciones de sus padres sobre su edad, Andy debutó como miembro de Shinhwa el 24 de marzo de 1998 con el lanzamiento del primer álbum del grupo, Resolver.
Con Shinhwa, Andy ha lanzado numerosos álbumes exitosos y ha participado en giras por toda Asia. El grupo es reconocido por ser el grupo masculino de K-pop activo más longevo que no ha sufrido cambios en su formación desde su debut.

### 2005-2011: Carrera en solitario, fundación de TOP Media y actividades individuales
En 2005, Andy cofundó la compañía discográfica TOP Media, junto con su exmánager de SM Entertainment Lee Jae-hong.
En 2006, Andy lanzó su carrera en solitario con el miniálbum Love Song y más tarde ese mismo año publicó su primer álbum completo, Single Man. Durante este período, también participó en varios programas de variedades y dramas de televisión como Nonstop 5 y Banjun Drama. Fue presentador del programa de radio Starry Night y participó como presentador en diversos programas de televisión.
En enero de 2010, Andy comenzó su servicio militar obligatorio en Corea del Sur, sirviendo durante 21 meses en el Ministerio de Defensa Nacional en Yongsan-gu, Seúl. Fue dado de baja el 31 de octubre de 2011.

### 2011-presente: Regreso con Shinhwa y más actividades con TOP Media
Tras completar su servicio militar, Andy regresó a las actividades con Shinhwa en 2011. El grupo lanzó su décimo álbum, The Return, el 23 de marzo de 2012, para celebrar el 14º aniversario del grupo, y realizó su gira de conciertos "2012 Shinhwa Grand Tour: The Return" por Asia.
En 2010, su agencia TOP Media debutó su primer grupo, Teen Top, en 2010, seguido por 100% en 2012 y UP10TION en 2015.

## Vida personal
El 19 de enero de 2022, Andy anunció a través sus redes sociales su matrimonio con la locutora de radio de MBC Lee Eun-joo, que es 9 años más joven que él.
El 25 de enero de 2022, se confirmó que Lee se casaría el 12 de junio de 2022.

## Discografía

### Álbumes de estudio
- Single Man (2006)

### EPs
- Love Song (2006)
- Second Evolution (2011)

### Sencillos
- "Irreplaceable Love" (2006)
- "Promise" (con Ivy) (2007)
- "Single Man" (2007)
- "One Love" (2011)

## Filmografía

### Dramas de televisión
- Banjun Drama (2005)
- Nonstop 5 (2005)
- Salamander Guru and The Shadows (2012, cameo)

### Programas de variedades
- X-Man (2003-2007)
- Love Letter (2004-2006)
- Happy Together (varios episodios)
- Weekly Idol (con Shinhwa)

### Radio
- SBS Power FM Starry Night (DJ, 2006-2007)